# زبان آسی

نقشه پراکندگی زبان‌های منطقه قفقاز.

زبان آسی (به زبان آسی: Ирон æвзаг ایرُن اَوژاگ) یا زبان آسی‌ها (ирæтты ӕвзаг ایرَتِّه اَوژاگ)، یکی از زبان‌های ایرانی شاخهٔ شرقی است که امروزه در قفقاز در منطقه‌ای میان روسیه و گرجستان در اروپا صحبت می‌شود. امروزه آسی و تاتی تنها زبان‌های ایرانی باقی مانده هستند که به صورت بومی در بخشی از قارهٔ اروپا رایج‌اند.
گویندگان این زبان قسمتی در جمهوری اوستیای شمالی-آلانیا و قسمتی در جمهوری گرجستان که ناحیهٔ خودمختار اوستیای جنوبی خوانده می‌شود، سکونت دارند. گویشی که بیشتر جنبهٔ ادبی دارد «ایرُنی» است. زبان آسی را دنبالهٔ زبان سکایی باستان می‌شمارند. شمار گویشوران به این زبان، در حدود ۷۰۰ هزار نفر است که عمدتاً در آلان سکونت دارند. همچنین شماری از گویشوران زبان آسی در کشور ترکیه به‌سر می‌برند. زبان آسی وام‌واژه‌هایی از زبان‌های گرجی و روسی در درون خود دارد.
آسی، زبانی از خانوادهٔ هندو-اروپایی و متعلق به شاخهٔ سکایی از زبان‌های ایرانی شمال‌شرقی است. این زبان از مناطق شرقی ایران به قفقاز رفته و با زبان سغدی که آثار آن در آسیای میانه و ترکستان چین به دست آمده و با زبان یغنایی که امروزه در نواحی شرقی سمرقند رایج است و نیز با زبان خوارزمی مربوط است.

## گویش‌ها

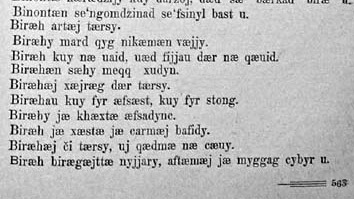
صفحه‌ای از یک کتاب زبانزدهای آسی، منتشره ۱۹۳۵.

دو گویش اصلی زبان آسی، گویش ایرونی در خاور اوستیا و دیگوری در باختر آن می‌باشند. بیشتر آس‌ها به گویش ایرونی سخن می‌گویند که گویش ادبی هم به‌شمار می‌آید. غیرازاین دو گروه یک لهجه آسی دیگر هم در مجارستان وجود داشته که بدان یاسی (jassic) می‌گفته‌اند. زبان یاسی اگرچه از میان رفته اما یاسی‌ها هنوز در مجارستان زندگی می‌کنند. به‌طور کل شمار گویشوران آسی زبانِ لهجه ایرونی بیش از لهجه دیگوری است و از این رو لهجه معیار آسی نیز به‌شمار می‌آید. اخیراً آثار و نوشته‌هایی نیز به گویش دیگوری ترجمه شده است. گویشوران دیگوری اغلب در غرب اوستیا زندگی می‌کنند و ایرونی لهجه شرقی‌تر این زبان است.
گویش دیگوری به لحاظ تغییرات زبانی نسبت به همتای خود تا اندازه‌ای قدیمی تر و کهنتر بنظر می‌رسد. تفاوت‌ها حتی در نظام شمارشی بیست‌گانه دیگوری در مقایسه نظام دهگانی ایرونی وجود دارد و اختلاف‌هایی در صرف و نحو افعال نیز دارند با این حال هردو گویش‌هایی از یک زبان واحد شمرده می‌شوند و خود نیز بر این اعتقاد هستند.

## تاریخچه
نیاکان آس‌ها را در قرون وسطی «آلان» و «الآن» و در دوران باستان «سَرمَت» نامیده‌اند. این زبان اکنون زبان آس‌های اُستیای شمالی (در فدراسیون روسیه) و اُستیای جنوبی (در گرجستان) است. به علاوه در برخی نقاط دیگر چون کابارده بالکار و استاوروپول نیز عده‌ای به زبان آسی تکلم می‌کنند. سرزمین آسی‌زبان‌ها در دو سوی سلسله جبال قفقاز واقع شده است. زبان آسی در اصل یک زبان ایرانی است، ولی به سبب تأثیر زبان مردم قفقاز، تغییراتی در آن روی داده و از این جهت آن را یک زبان دو جنبه‌ای و شامل عناصر ایرانی و غیر ایرانی می‌دانند. بیرونی در مقدمهٔ تحدید نهایت الاماکن می‌نویسد که زبان قوم آلان و آس، آمیخته‌ای از خوارزمی و بجناکی است.
از زبان آسی در دورهٔ باستان اثری در دست نیست. در دورهٔ کلاسیک و میانه از زبان سکایی غربی جدا می‌گردد. نزدیکی این زبان با پشتو و یغنابی این رااثبات می‌کند. اولین اثر به جای مانده از این زبان در دورهٔ کلاسیک نبشتار سنگ قبری در قفقاز است که به خط یونانی. این زبان تنها زبان ایرانی جدید است که از زبان فارسی تأثیر نپذیرفته است. آسی زبانان نماینده امروزی زبان قدیم اسکیت‌ها محسوب می‌شوند. این زبان که از زبان‌های ایرانی شرقی به‌شمار می‌رود با زبان‌های پامیری و زبان پشتو نزدیکی فراوان دارد. زبان آسی به همراه زبان‌های آذری، تاتی، تالشی و کردی زبان‌های ایرانی رایج در قفقاز محسوب می‌شوند. آسی‌ها را بازماندگان ماساژت‌ها و سرمتی‌ها نیز دانسته‌اند که همگی تیره‌های سکایی بوده‌اند. در دوره‌های متاخر آثاری از زبان آسی میانه به خط لاتین یا یونانی بدست آمده است که همگی تحت تأثیر زبان یونانی بوده‌اند. همچنین مطالعه آثار میانه آسی نشان می‌دهد که این زبان آموزه دارای دگرگونی آواشناسی شده است و آواهای این زبان تحت تأثیر زبان‌های قفقازی تا حد زیادی تغییر یافته‌اند. همچنین آسی‌های مهاجر در مجارستان نیز آثاری به این زبان خلق کرده و گویشی ویژه برای خود داشتند.

## ویژگی
زبان آسی در عین حال که از تأثیر زبان فارسی به دور مانده، ولی بسیاری از ویژگی‌های زبان‌های باستانی ایران (مانند صرف اسم در حالات چندگانه و کاربرد پیش‌وندهای متعدد برای افعال و غیره) را نگه‌داشته است.

## ادبیات و نگارش

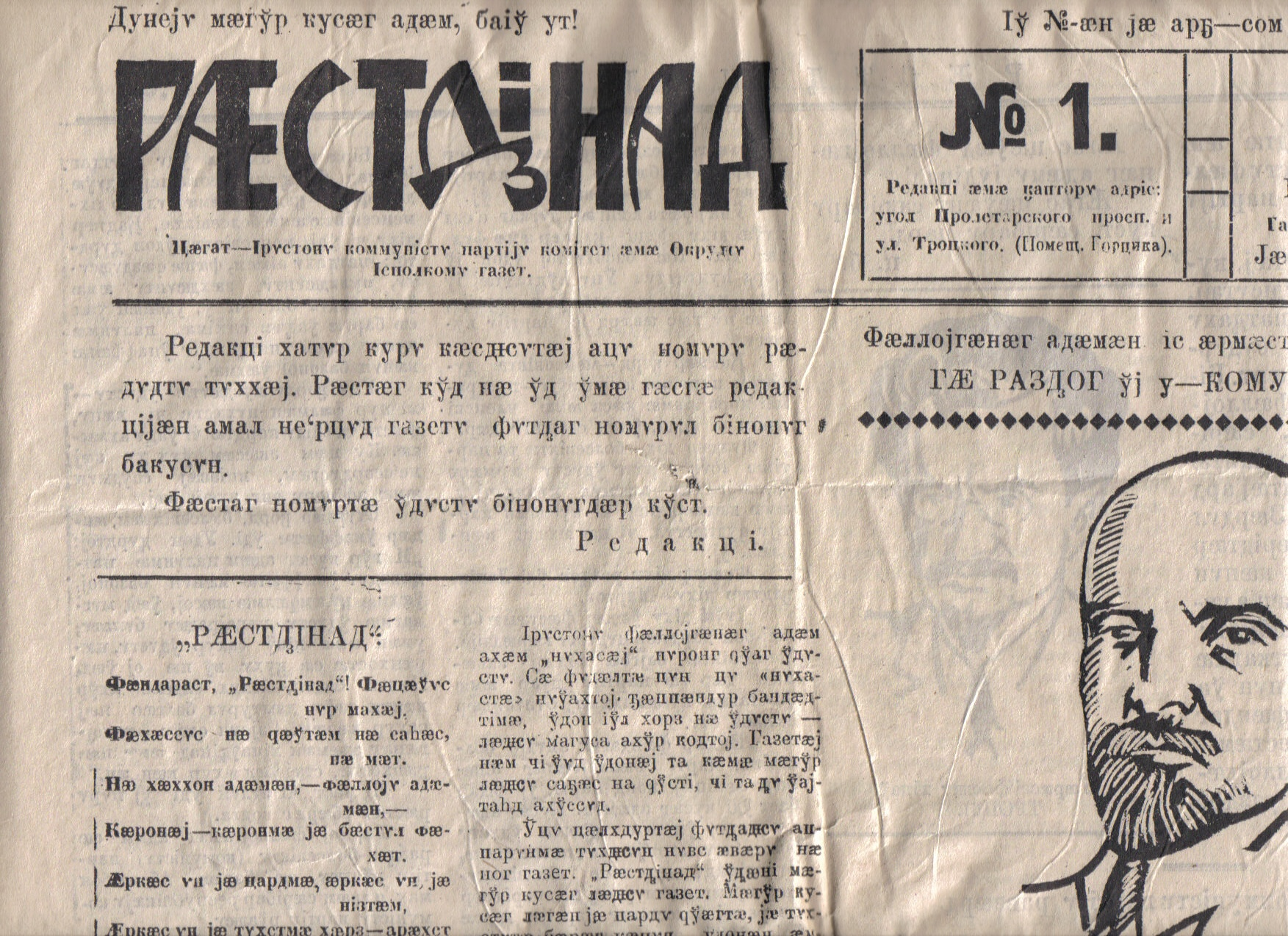
صفحهٔ نخستِ روزنامهٔ رَست‌زیناد، چاپ ۱۹۲۳ در شوروی

این زبان از آنجا که از خانوادهٔ زبان‌های ایرانی است شباهت‌هایی با فارسی دارد. آبایف زبانشناس شوروی سابق بیان داشته باوجود شباهت‌های موجود میان آسی با زبان‌های قفقازی در اثر ممارست در طول تاریخ، زبان آسی ویژگی خود را به عنوان یک زبان ایرانی نگاه داشته است؛ و این در ریشه‌یابی واژه‌ها و ساخت دستوری به چشم می‌آید.
خط در این زبان هم سرگذشت طولانی ندارد. عنوان شد که در قرون میانه سنگ قبری آسی با الفبای یونانی به‌دست آمد. پس از غلبه روس‌ها در قفقاز الفبای روسی در آنجا گسترش یافت. نخستین کتاب آسی با الفبای سیریلیک در سال ۱۷۹۸ به نام توضیح المسائل پدر روحانی گای در مسکو منتشر شد. در ابتدای قرن نوزدهم ایوان یالغوزیژه متون کهن کلیسایی را از گرجی به آسی ترجمه نمود و به خط گرجی با اندکی تغییرات به چاپ رساند. اولین نشریه آسی به نام ایرون گازت به سال۱۹۰۶ در ولادی قفقاز به چاپ رسید. در همان دوران ادبیات نوین آسی در روسیه پایه‌گذاری شد. بنیان‌گذار ادب آسی کستا ختاگوروف می‌باشد. تا پیش از فروپاشی اتحاد شوروی دو نشریه روزانه آسی چاپ می‌شد: ۱- راست زیناد (راستی) در شمال و ۲- خورزرین (به‌معنی: خورشید زرین یا آفتاب طلایی یا رنگین‌کمان) که در کل به داستان‌ها و اشعار معاصر اوستی علاقه نشان می‌دهند.
کهن‌ترین اثر مکتوب زبان آسی، سنگ‌نبشته زِلنچوک است که به ۹۴۱ میلادی تعلق دارد. این نوشته که سنگ قبری در ۲۱ سطر و به خط یونانی است، در ۱۸۸۸ میلادی در کرانهٔ راست رودخانهٔ زلنچوک، یعنی در سرزمین باستانی آلان‌ها، کشف شده است، اما رسم نگارش این زبان به خط یونانی بر اثر عوامل مختلف تاریخی از جمله هجوم تاتارها از میان رفته است. زبان آسی روزگاری به خط فارسی (عربی) نیز کتاب می‌شده است.

## خط
خط آسی در سال ۱۷۹۸ میلادی توسط مبلغان مسیحی بر اساس خط کلیسایی اسلاوی ساخته شد. در ۱۸۴۴ میلادی آندره شِگرِن (۱۷۹۴–۱۸۵۵ م) الفبایی بر پایه خط سریلیِ غیر دینی وضع کرد و سپس و. میللر خطی بر مبنای الفبای لاتین برای زبان آسی طرح نمود. از سال ۱۹۲۳ میلادی تا ۱۹۳۸ میلادی برای زبان آسی شمالی و جنوبی از الفبایی که بر اساس خط لاتین طرح‌ریزی شده بود، استفاده می‌شد.
در ۱۹۳۸ میلادی خط جدیدی بر اساس الفبای روسی برای زبان آسی وضع شد، که تاکنون معمول و مورد استفاده است. گرچه در سده‌های ۱۸ و ۱۹ کسانی بوده‌اند که به زبان آسی شعر می‌گفتند، اما کُستا ختاگوروف (۱۸۵۹–۱۹۰۶ میلادی) شاعر ملی و بنیان‌گذار ادبیات آسی به‌شمار می‌رود، سروده‌های او در ترقی و تکامل این زبان سهم مهمی داشته است. داستان‌های مربوط به قهرمانان «نَرت» از ادبیات ملی این زبان است که اکنون ضبط شده و به صورت مکتوب، موجود است و در ادبیات آسی اهمیت خاصی دارد.

## گویش‌ها
زبان آسی دارای ۲ گویش است: گویش ایرون در شرق و گویش دیگور در غرب. گویش ایرون در بخش وسیعی گسترش یافته و ۷۵ درصد آس‌ها به آن تکلم می‌کنند و مبنای زبان ادبی آسی است. ایرون یک گویش فرعی نیز دارد که «توالی» خوانده می‌شود. گویش دیگور که در بخش غربی و در امتداد رودخانه‌های اوروخ و اورسدن رواج دارد، یک گویش مهجور است ولی ویژگی‌های مراحل قدیمی این زبان را بیش‌تر در خود حفظ کرده است.

## آواشناسی
در آواشناسی این زبان، ۷ مصوت و ۲۸ صامت وجود دارد، و اسم و فعل در آن صرف می‌شوند. اسم‌ها مفرد و جمع و نکره و معرفه دارند و در ۹ حالت صرف می‌شوند. اعداد در زبان آسی دارای ۴ طبقه‌اند: وصفی، ترتیبی، توزیعی و کسری.

## واژگان
واژگان زبان آسی به دلیل اینکه از گروه زبان‌های ایرانی شمال شرقی می‌باشد بیش از هر زبان دیگری شبیه گویش‌های مختلف پامیری و یغنابی و نیز پشتو می‌باشد. وامواژه‌های زبانی دیگر و تغییرات آوایی به دلیل همجواری با زبان‌های غیر ایرانی در واژه‌شناسی آسی دخیل بوده است اما از نظر واژگان همچنان ویژگی ایرانی خود را حفظ نموده‌اند. زبان آسی مانند زبان فارسی فاقد جنس و تثنیه می‌باشد. ضمائر مالکی مانند گویش‌های کناره دریای کاسپین در ایران پیش از اسم و مضافٌ‌الیه پیش از مضاف می‌ایستد. گاهی جملات با گروه‌های اسمی همراه می‌شود.
| فارسی        | ایرِنی    | دیگُوری   |
| ------------ | -------- | -------- |
| پیل (فیل)    | pel      | pel      |
| پیغمبر       | paxumpar | paxompar |
| زندان        | zindon   | zindon   |
| نمد          | nemat    | nemad    |
| نشان         | neshân   | nesân    |
| آدمیان، مردم | âdam     | âdan     |
| سر           | sar      | sar      |
| گوش          | ghush    | ghush    |
| دندان        | dandâg   | dandâg   |
| انگشت        | anguzh   | anguz    |
| خدا          | khwestâw | khusâi   |
| خورشید       | khur     | khur     |
| خوردن        | kharen   | kharun   |
| خوش          | khorzh   | khorz    |
| خرس          | ârs      | ârs      |
| باریدن       | wâren    | wâren    |

| معنی                  | آتش                   | ماه                   | نو                    | مادر                  | خواهر                 | شب                    | بینی                  | سه                    | سرخ                            | زرد                   | سبز                   | گرگ                   |
| ترجمه به زبان‌های دیگر | ترجمه به زبان‌های دیگر | ترجمه به زبان‌های دیگر | ترجمه به زبان‌های دیگر | ترجمه به زبان‌های دیگر | ترجمه به زبان‌های دیگر | ترجمه به زبان‌های دیگر | ترجمه به زبان‌های دیگر | ترجمه به زبان‌های دیگر | ترجمه به زبان‌های دیگر          | ترجمه به زبان‌های دیگر | ترجمه به زبان‌های دیگر | ترجمه به زبان‌های دیگر |
| --------------------- | --------------------- | --------------------- | --------------------- | --------------------- | --------------------- | --------------------- | --------------------- | --------------------- | ------------------------------ | --------------------- | --------------------- | --------------------- |
| آسی                   | арт art               | мæй mæj               | нæуæг næwæg           | мад mad               | хо xo                 | æхсæв æxšæv           | фындз fênz            | æртæ ærtæ             | сырх šêrx                      | бур bur               | цъæх ts'æx            | бирæгъ biræğ          |
| سنسکریت               | agni/atar             | māsa                  | nava                  | matar                 | svasā                 | rātri                 | nāsa                  | traya                 | rudhira                        | peeta                 |                       | vrkis                 |
| اوستایی               | ātarš                 | måŋh                  | nauua                 | mātar                 | xᵛaŋhar               | xṣap                  | vaenā                 | θri                   | suxra                          | zairita               |                       | vəhrka                |
| پشتو                  | اور or                | میاشت mjāšt           | نوی nəwai             | مور mōr               | خور xōr               | شپه špa               | پوزه pōza             | دری drē               | سور sur                        | ژړ žəṛ                | شین šin               | لیوه lewə             |
| هندی                  | āg                    | mahīna                | nayā                  | mā                    | behn                  | rāt                   | nāk                   | tīn                   | lāl                            | pīlā                  | harā                  | bheyrryā              |
| کردی                  | ئاگر āgr              | مانگ/ مه māň/mah      | نه‌و/نه naw/nah        | دالگ/دایک dālg/dāyik  | خوه‌یشگ xwašeg         | شه‌و šaw               | لوت lüt               | سهse                  | سوور/سۆر sûr/sōr               | زه‌رد zard             | سه‌وز/که‌سک sawz/kask   | گور/گورگ gor/gurg     |
| انگلیسی               | fire                  | month                 | new                   | mother                | sister                | night                 | nose                  | three                 | red                            | yellow                | green                 | wolf                  |
| آلمانی                | Feuer                 | Monat                 | neu                   | Mutter                | Schwester             | Nacht                 | Nase                  | drei                  | rot                            | gelb                  | grün                  | Wolf                  |
| لاتین                 | ignis                 | mēnsis                | novus                 | māter                 | soror                 | nox                   | nasus                 | trēs                  | ruber                          | flāvus, gilvus        | viridis               | lupus                 |
| فرانسه                | feu                   | mois                  | nouveau               | mère                  | sœur                  | nuit                  | nez                   | trois                 | rouge                          | jaune                 | vert                  | loup                  |
| ایتالیایی             | fuoco                 | mese                  | nuovo                 | madre                 | sorella               | notte                 | naso                  | tre                   | rosso                          | giallo                | verde                 | lupo                  |
| اسپانیایی             | fuego                 | mes                   | nuevo                 | madre                 | hermana               | noche                 | nariz                 | tres                  | rojo                           | amarillo              | verde                 | lobo                  |
| کاتالان               | foc                   | mes                   | nou                   | mare                  | germana               | nit                   | nas                   | tres                  | roig / vermell                 | groc                  | verd                  | llop                  |
| رومانیایی             | foc                   | luna                  | nou                   | mamă                  | soră                  | noapte                | nas                   | trei                  | roşu                           | galben                | verde                 | lup                   |
| یونانی                | φωτιά fotiá           | μήνας minas           | νέος neos             | μητέρα mitera         | αδελφή adhelfi        | νύχτα nihta           | μύτη miti             | τρία tria             | ερυθρός erithros               | κίτρινος kitrinos     | πράσσινος prassinos   | λύκος likos           |
| لیتوانیایی            | ugnis                 | mėnuo                 | naujas                | motina                | sesuo                 | naktis                | nosis                 | trys                  | raudona                        | geltona               | žalias                | vilkas                |
| بلغاری                | огън ogən             | месец mesets          | нов nov               | майка maika           | сестра sestra         | нощ nosht             | нос nos               | три tri               | червен cherven                 | жълт zhălt            | зелен zelen           | вълк vălk             |
| روسی                  | огонь ogón’           | месяц miesyats        | новый novyi           | мать mat'             | сестра siestra        | ночь noch'            | нос nos               | три tri               | красный، рыжий krasnyi, ryzhyi | жёлтый zholtyi        | зелёный zielionyi     | волк volk             |
| طبری (مازندرانی)      | تَش taš                | مونگ muŋ              | نو Nu                 | مار mār               | خواخِر xaxer           | شو šu                 | فِنی feni              | سه se                 | سِرخ serx                       | زَرد zard              | سوز sūz               | وِرگ verg              |
| لری                   | ئاگر āgr              | مه mah                | نیو new               | دا/دالکه dā/dālka     | ددو dado              | شه‌و šaw               | نووفت nowft           | سهse                  | سوور/سۆر sûr/sōr               | بور bur               | سه‌وز/ sawz            | گورگ/ورگ vorg/gurg    |

## پرسش‌واژه‌ها
- чи (چی) - کی؟، چه کسی؟
- цы (تسێ) - چه؟
- кæд (کَد) - کِی؟
- кæм (کَم) - کجا؟
- цæмæн (تسَمَن) - چرا؟
- куыд (کوێد- Kwid) - چطور؟
- куыд æгъдауæй (کوێد اَغداوَی- Kwid əğdawəy) - چگونه؟
- цал (تسال) - چند؟
- кæцы (کَتسێ) - کدام؟

## واژه‌های قرضی آسی در مجارستانی
یکی از ویژگی‌های زبان آسی، تعداد ردیابی‌های واژگانی است که تماس‌های باستانی با بسیاری از گروه‌های قومی، اغلب بسیار متنوع، را نشان می‌دهد. برعکس، واژه‌های قرضی آسی را می‌توان در زبان‌های آن گروه‌ها نیز مشاهده کرد. یکی از این زبان‌ها مجارستانی است که گویشوران آن زمانی که هنوز در منطقه دون-کوبان (نزدیک قفقاز) ساکن بودند، با گویشوران آسی تماس پیدا کردند. این تماس‌ها احتمالاً به قرون 4 تا 6 پس از میلاد برمی‌گردد، یعنی خیلی قبل از استقرار مجارها در حوضه کارپات در سال 896. پس از آن، گروه‌های کوچکی از آسی‌ها، به اصطلاح یاس‌ها، همراه با کومان‌ها، یک قبیله ترک‌زبان، در مجارستان (قرن سیزدهم) وارد شدند. به نظر می‌رسد بیشتر وام‌واژه‌های آسی در مجارستانی از دوره قبل‌تر ناشی می‌شوند، اگرچه یک فهرست واژگان کوچک و برخی نام‌های مربوط به این یاس‌ها در وقایع‌نامه‌های مجارستانی باقی مانده است.
تعیین تعداد واژه‌های قرضی احتمالی آسی در مجارستانی مشکل‌ساز است، زیرا شباهت ممکن است صرفاً تصادفی باشد. حتی اگر با وام‌گیری سروکار داشته باشیم، ممکن است از منبع سومی ناشی شود. بنابراین، جای تعجب نیست که اختلافات عمده‌ای در کتاب‌های راهنما وجود داشته باشد.
اشکال مجارستانی زیر به عنوان وام‌گیری‌های احتمالی از مرحله اولیه زبان آسی در نظر گرفته می‌شوند، به دنبال ل. بِنکو: مجارستانی asszony "بانو، خانم" ~ آسی æxsin/æxsijnæ "بانو، خانم" (< ایرانی *xšaiθnī-); egész "سالم، کامل" ~ ægas/ægas, igas "کامل، سالم، زنده" (< *wi-kāsa-); ezer "هزار؛ هنگ" ~ ærzæ, ærʒæ "هزار؛ تعداد بی‌شمار" (< *hazahrā); gazdag "ثروتمند، متمول" ~ qæznyg, qæzdyg/ǧæzdug "ثروتمند" (< *gazna- + -yg/-ug); legény "مرد جوان، شاگرد" ~ læg "مرد، مذکر، انسان" (< قفقازی؟); méreg "زهر" ~ marg "زهر" (< *marka-); tölgy ~ tulʒ/tolʒæ "بلوط" (به زیر مراجعه کنید); üveg "شیشه" ~ avg/avgæ "شیشه، بطری" (< *āpa-kā-); vért "سپر، زره" ~ wart "سپر" (< *warθra-).
اشکال مجارستانی دیگری که در مطالعات قبلی به عنوان وام‌واژه‌های باستانی آسی ذکر شده‌اند، توسط بنکو مورد مناقشه یا رد شده‌اند: éd-es "شیرین" (~ آسی ad "طعم"); esztendő "سال" (~ az "سال"); fizet "پرداخت کردن" (~ fizyn/fezun "پرداخت کردن"); gond "مراقبت" (~ kond "کار، عمل"); keszeg "ماهی سفید" (~ kæsag/kæsalgæ "ماهی"); mély "عمیق، عمق" (~ mal "نقطه عمیق در رودخانه، دریا"); mén "اسب نر" (~ moj/mojnæ "مرد، شوهر"); nép "مردم، ملت، جمعیت" (~ Naf "محافظ الهی یک سکونتگاه"); rég "طولانی" (~ rag "طولانی"); részeg "مست" (~ rasyg/rasug "مست"); zöld "سبز" (~ دیگ. zældæ "(علف جوان)، چمن"). مجارستانی bűz "بو، بوی بد" ممکن است در واقع منشأ ایرانی داشته باشد، شاید پارتی bwd به جای آسی پیشین (مقایسه کنید با bud/bodæ "عطر، بخور"). شکل مورد مناقشه دیگر مجارستانی mű "کار" است که توسط و. ای. آبایف وام‌گیری از آسی mi، دیگ. miwæ "چیز؛ کار" در نظر گرفته می‌شود. به گفته بنکو، ریشه‌شناسی مجارستانی mű نامشخص است؛ ممکن است ارثی باشد، در حالی که ارتباط شکل آسی mi با سانسکریت mīv "فشار دادن"، ختنی mvīr- "حرکت کردن" و غیره از نظر معنایی قانع‌کننده نیست.
تعداد زیادی از اشکال مشابه بدون ریشه‌شناسی خوب (فینو-)اوگری یا ایرانی نیز بین آسی و مجارستانی مشترک است، به عنوان مثال، مجارستانی ezüst "نقره" ~ آسی ævzist (مقایسه کنید با اودمورت azveś، کومی ezyś)، kőris ~ kærz/kærzæ "درخت زبان گنجشک" (مقایسه کنید با کالموک kǖrsn، نوگای küyriš، چوواش kavărš و غیره؛ بلاسینگ، صص. 8 و بعد)، körte ~ kærdo/kærttu "گلابی" (مقایسه کنید با کومان kärtmä، دارگینی qjart، اینگوش qor). در این موارد، به جز دو شکل، سرنخ‌های قطعی بسیار کمی برای اثبات رابطه مستقیم اهداکننده/وام‌گیرنده بین آسی و مجارستانی وجود دارد. کلمه "بلوط"، tölgy، احتمالاً وام‌واژه‌ای از آسی tulʒ/tolʒæ است، زیرا حاوی پسوند آسی -ʒ/-ʒæ است. آسی læg، احتمالاً از قفقازی، با توجه به نزدیکی آسی به قفقاز و توافق معنایی بین læg و legény، ممکن است منبع مجارستانی legény "مرد جوان" باشد.

## پیشینه آسی‌شناسان
تحقیق در زبان آسی را ایرانشناسان روس (آ. شِگرِن، پ. لِرخ، ک. زالمان) مقارن نیمهٔ قرن نوزدهم شروع کردند، اما بزرگ‌ترین افتخار در این زمینه نصیب آکادمیسین و.ف. میلِر شد که یک سلسله تحقیقات بسیار مهم دربارهٔ آسی از خود به جا گذاشته و به‌طور قعطی نشان داده است که این زبان، دنبالهٔ گویش‌های سکایی ادوار باستان است. وی دستور تاریخی زبان آسی را که در Grundriss چاپ شده و تا این زمان اهمیت خود را حفظ کرده است و نیز یک فرهنگ آسی-روسی-آلمانی تألیف کرده که پس از مرگش به چاپ رسیده است. در دوران شوروی تحقیق در زبان آسی دنبال شد و امروز نیز در لنینگراد و مسکو (الکساندر آرنولدویچ فریمان، واسیلی آبایف)، در تفلیس (گ.س. آخولدریانی) و در اُرجونیکدزه ادامه دارد. در دهه‌های اخیر آثار متعددی منتشر شده‌اند که جنبه‌های آواشناسی، دستور، واژگان و تاریخ زبان آسی را عمق می‌بخشد. مهم‌ترین تحقیقات را آبایف انجام داده است.